# Błachówko
Błachówko (nazwa oboczna Blachówko; jednak w kaszb. Brachòwkò, w pol. Brachówko) – część wsi Kierzkowo w Polsce, położona w województwie pomorskim, w powiecie wejherowskim, w gminie Choczewo, na obszarze Pobrzeża Kaszubskiego. Jest ona częścią składową sołectwa Kierzkowo.
W latach 1975–1998 Błachówko administracyjnie należało do województwa gdańskiego.